# 德里鐵柱

德里鐵柱，含铁量99.72%。

德里鐵柱，是一根高度七公尺的古鐵柱，位於印度德里，是印度極富盛名的古蹟。位於奎瓦吐勒清真寺（Quw-watul Islam Mosque）中庭。因為它高度抗腐蝕的能力，屹立超過千年而仍然保持完整，得到許多現代考古學者與冶金學者的注意。它標誌了印度古代鑄鐵技術的高度發展。

## 概述

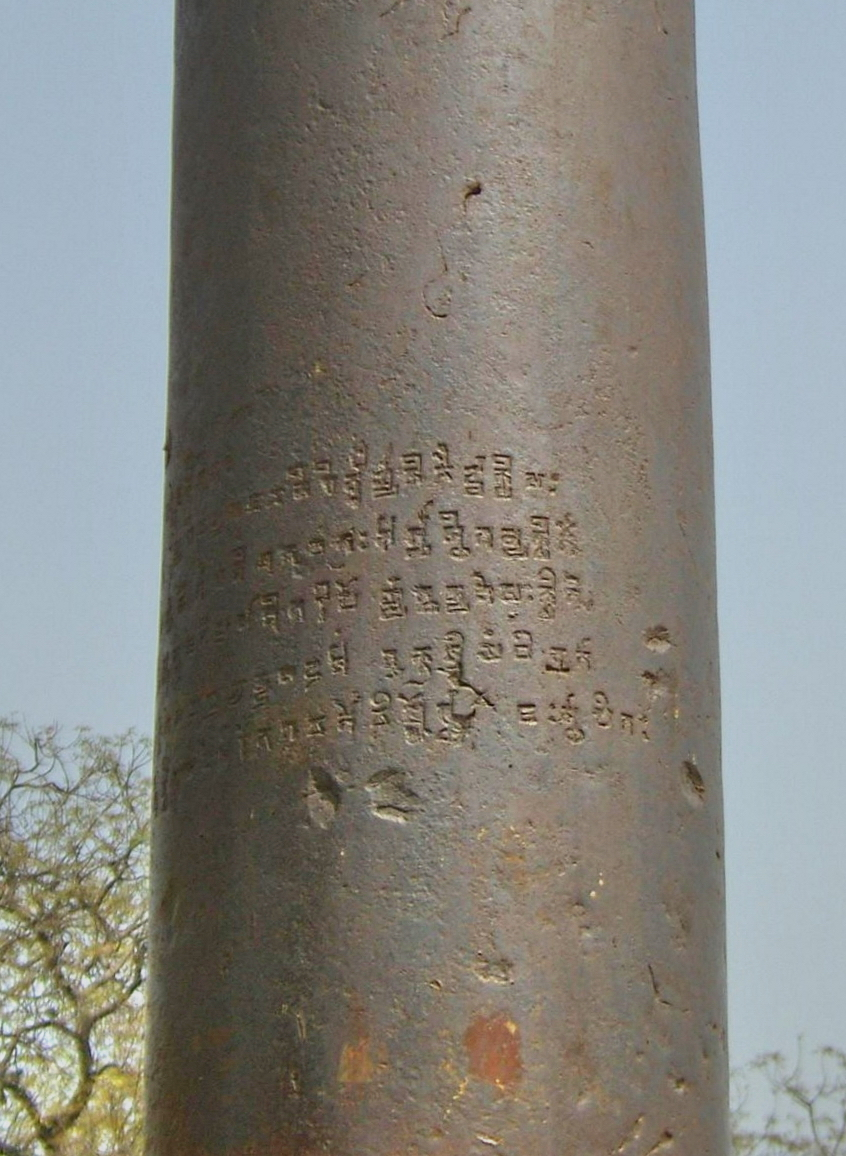
表面上刻的旃陀羅·笈多二世碑文，表面只有些許鐵鏽。

德里鐵柱的地面高度為7.2公尺，地下部分長2公尺，地面端直徑0.42公尺，上端直徑0.306公尺。材質為純度達99.72％的熟鐵，用鍛焊的方式建造而成，總重量估計約10噸。

## 歷史
德里鐵柱最早是耆那教神廟建築群，27座神廟之中某間房屋的一根柱子。近代學者根據笈多王朝金幣上的建築圖案風格分析，認為它可能是在旃陀羅·笈多二世時期（375年-415年）建造的，但是有另外一些資料說明它的年代可以追溯到公元前912年。
十三世紀初，在艾克巴（Qutb-ud-din Aibak）成為印度君主時，神廟全部被毀，並將拆毀後的材料，拿來興建宮殿與清真寺。德里鐵柱是剩餘的建材，因此被移到現址。

## 鑄造技術

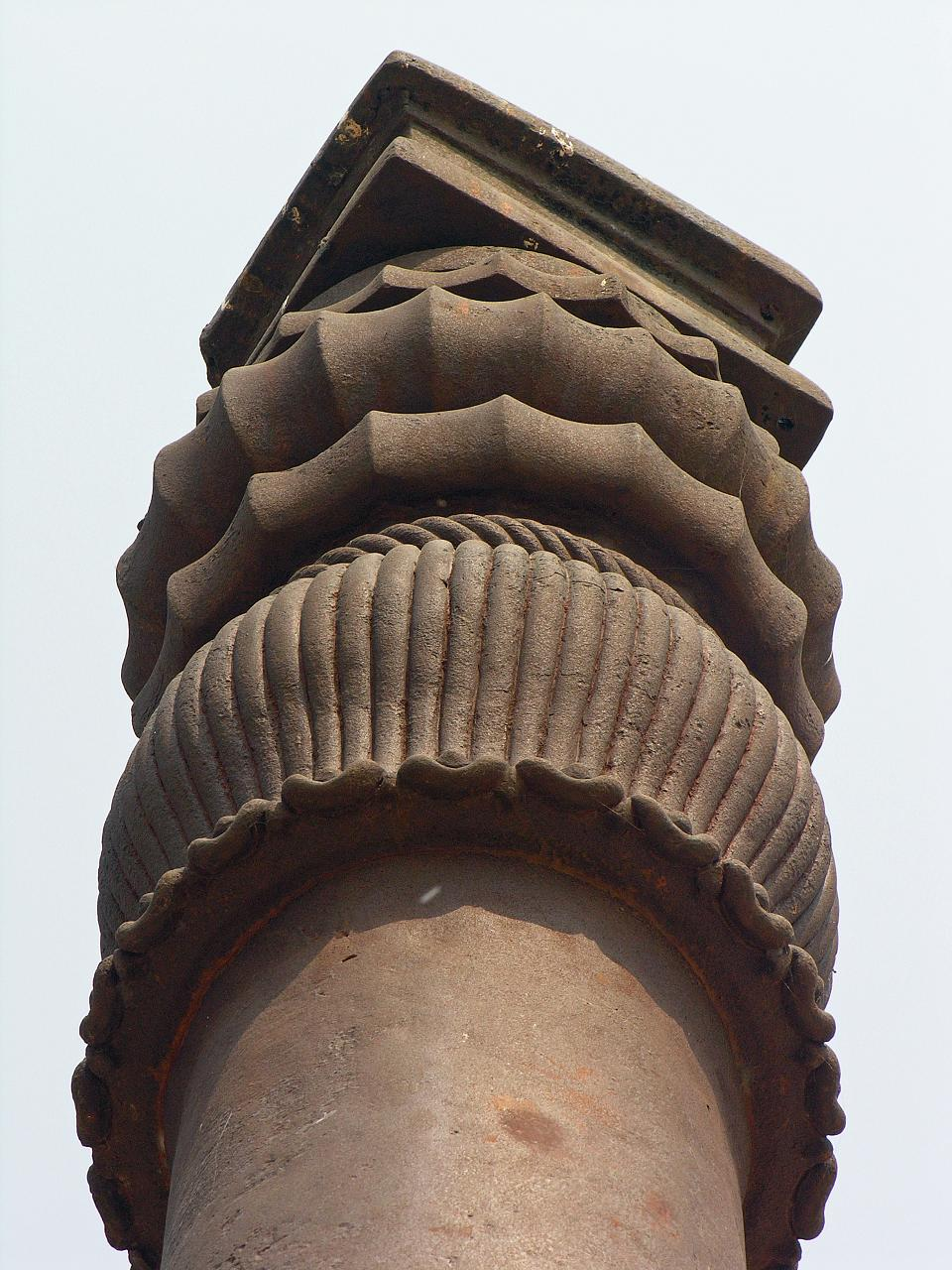
德里鐵柱的頂端

古印度的德里鐵柱歷時千百年，卻少有鏽蝕的痕跡。另外在印度的達哈、辛哈勒斯、克那拉克都發現豎有相同技術的古鐵柱。
鐵柱表面鐵鏽腐蝕很少。科學研究发现，鐵柱有磷成分，可以很好的與空氣形成緻密氧化層（FePO4-H3PO4-4H2O），所以只有少許鐵鏽。1934年，印度理工學院的專家對德里鐵柱的研究發現，在鐵柱外部有一層非常薄的保護膜使得鐵柱不被鏽蝕。此保護膜的厚度極薄，由鐵、氧以及氫所構成，僅僅十二分之一英吋；另外，當地人定期塗油保養；而且當地天氣乾燥。

## 流行文化
1968年，一位瑞士作家艾利希·馮·丹尼肯（Erich von Däniken），在其著作《諸神的戰車？未解之謎》（Chariots of the Gods?）中，認為這個鐵柱是史前文明所鑄造，而技術即是來自外星文明。但到目前為止，尚未有考古上的發現來支持這一說。

## 外部連結
- Iron Pillar